# Bankhaus Krentschker
Das Bankhaus Krentschker & Co. AG war eine österreichische Privatbank mit Sitz in Graz.

## Geschichte
1923 gründete Igo Forster in Leibnitz ein Bank- und Wechselgeschäft mit einem zweiten Standort am Grazer Hauptbahnhof. 1924 traten Moritz Krentschker, ein Angestellter der Wechselstube, und Kurt Pramberger als Mitgesellschafter ein und erhielten 1926 eine Bankkonzession. Nach dem Ausstieg Forsters im Jahr 1927 verlegten Krentschker und Pramberger die Zentrale in eine ehemalige Filiale der Allgemeinen Verkehrsbank in Graz und nannten sich 1929 Bankgeschäft Krentschker & Co. Zwischen 1933 und 1938 hatte die Bank eine wichtige Funktion im Rahmen des NSDAP-Flüchtlingshilfswerks, wo „ausreisewillige“ Juden einen Teil ihres Vermögens auf ein Treuhandkonto einzahlen mussten, um damit auch weniger begüterten Juden die Flucht zu ermöglichen, aber auch den in Österreich damals illegalen Nationalsozialismus zu finanzieren. Nach dem Anschluss Österreichs beantragte das Bankhaus die Errichtung einer Filiale in Wien, um im Auftrag des NSDAP-Wirtschaftsministeriums innerhalb der Aktion Gildemeester den Vermögensentzug der auswanderungswilligen Juden zu organisieren und übernahm dazu auch das jüdische Bank- und Wechselhaus Langer & Co.
In der Nachkriegszeit wurde die Bank unter öffentliche Aufsicht gestellt und 1950 wieder den Eigentümern Krentschker und Pramberger überantwortet. Im Jahr 1957 stellte Moritz Krentschker die Weichen für die zukünftige Absicherung des Bankhauses und übertrug der Steiermärkischen Bank die ideelle Hälfte des Vermögens an seinem Bankhaus sowie eine Option auf die zweite Hälfte. Nach dem Tod des Gründers im Jahre 1967 realisierte die Steiermärkische Bank die Option und wurde Komplementärin und Alleineigentümerin des Firmenvermögens. Zu diesem Zeitpunkt hatte die Bank 36 Mitarbeiter in Graz und Wien und verwaltete eine Bilanzsumme von 230 Millionen Schilling. 
Anfang 1989 wurde das traditionell gewachsene Bankhaus in die zeitgemäße Form einer Aktiengesellschaft umgewandelt und steht heute zu 100 % im Besitz der Steiermärkische Bank und Sparkassen AG. Sie betreibt seither unter dieser Firma ihr höherwertiges Privatkundengeschäft. Ebenso verfügt die Bank über einen vielfältigen Realitäten- und Beteiligungsbesitz.
Mit Juli 2020 erfolgte die endgültige Fusion der Bankhaus Krentschker & Co. AG mit ihrem Mutterinstitut Steiermärkische Bank und Sparkassen AG. Die Marke Krentschker wird aufgelassen. Mit der Fusion sollen die Kompetenzen in den Bereichen Private Banking, Privatkunden- und Kommerzkundengeschäft gebündelt werden.
Mit Stand 29. Mai 2020 soll die Filiale am Eisernen Tor geschlossen werden. Im Lokal der bisherigen Krentschker-Zentrale in der Hamerlinggasse sollen unter Steiermärkische Sparkasse Private Banking vermögende Privatkunden betreut werden. Ebenso wie in der bisherigen Filiale in Wien, Johannesgasse./Kleine 29.9. Vgl. Hypo Steiermark/